# Hell's Kitchen (programma televisivo britannico)
Hell's Kitchen è un reality show che consiste in sfide di cucina. La versione in Regno Unito è stata trasmessa sul canale ITV1 per quattro stagioni, dal 2003 al 2009 e condotto da Angus Deayton dalla 1ª alla 3ª stagione, mentre la 4ª stagione viene condotto da Claudia Winkleman. In ogni stagione gli chef competono per un premio di £ 250.000 con la quale il vincitore potrebbe aprire un proprio ristorante.
Esiste anche una versione statunitense di Hell's Kitchen, che porta lo stesso nome ed è condotta dal famoso chef Gordon Ramsay, presente come chef nella prima stagione della versione UK.

## Albo d'oro
- Stagione 1: Jennifer Ellison
- Stagione 2: Terry Miller
- Stagione 3: Barry McGuigan
- Stagione 4: Linda Evans

## Sinossi

### 1ª stagione
La 1ª stagione viene trasmessa nel 2003, con Angus Deayton come presentatore e Gordon Ramsay che fa da tutor su come cucinare.
Lo show è stato trasmesso per 2 settimane, mettendo come chef di un lussuoso ristorante a Londra delle celebrità.
Le celebrità che hanno preso parte erano:
| Celebrità        | Team originale          | Secondo team                  | Eliminato/a                     |
| ---------------- | ----------------------- | ----------------------------- | ------------------------------- |
| Jennifer Ellison | Team blu (giorno 1-8)   | Team bianco (giorno 9-finale) | Vincitrice                      |
| James Dreyfus    | Team blu (giorno 1-8)   | Team bianco (giorno 9-finale) | Secondo posto                   |
| Matt Goss        | Team blu (giorno 1-8)   | Team bianco (giorno 9-finale) | Eliminato giorno 15             |
| Edwina Currie    | Team blu (giorno 1-8)   | Team bianco (giorno 9-13)     | Eliminata giorno 14             |
| Al Murray        | Team rosso (giorno 1-8) | Team bianco (giorno 9-12)     | Eliminato giorno 11             |
| Abi Titmuss      | Team rosso (giorno 1-8) | Team bianco (giorno 9)        | Eliminato giorno 9              |
| Belinda Carlisle | Team rosso (giorno 1-8) | -                             | Eliminata giorno 8              |
| Amanda Barrie    | Team rosso (giorno 1-8) | -                             | Abbandono giorno 8              |
| Tommy Vance      | Team rosso (giorno 2-5) | -                             | Abbandono giorno 5              |
| Dwain Chambers   | Team blu (giorno 1-5)   | -                             | Abbandono giorno 5              |
| Roger Cook       | Team rosso (giorno 1)   | -                             | Abbandono giorno 1 (infortunio) |

Vince la 1ª stagione Jennifer Ellison dopo le varie eliminazioni decise dal pubblico (stile Grande Fratello). Finita la stagione, è stato realizzato "Hell's Kitchen: School Reunion", in cui la vincitrice e James Dreyfus (secondo) hanno collaborato per organizzare una cena di servizio sano per i bambini presso l'ex scuola Ramsay, Stratford Upon Avon High School.

### 2ª stagione
La 2ª stagione è stata trasmessa alla fine del 2004 fino a 2 febbraio 2005, e il formato ha subito una trasformazione, infatti c'e una sfida tra le due cucine capitanate da Gary Rhodes (Team rosso) e da Jean-Christophe Novelli (Team blu).
Come nella 1ª serie anche nella 2ª stagione gli chef competono per un premio di £ 250.000 con la quale il vincitore potrebbe aprire un proprio ristorante.
Nella stagione 2 questi sono gli chef partecipanti
| Chef                  | Team originale        | Secondo team | Eliminato/a |
| --------------------- | --------------------- | ------------ | ----------- |
| Terry Miller          | Team rosso            |              | Vincitore   |
| Simon Gross           | Team rosso (giorno ?) | -            |             |
| Aaron Siwoku          | Team rosso (giorno ?) | -            |             |
| Caroline Garvey       | Team rosso (giorno ?) | -            |             |
| Sam Raplin            | Team rosso (giorno ?) | -            |             |
| Henry Filloux-Bennett | Team blu (giorno ?)   | -            |             |
| Aby King              | Team blu (giorno ?)   | -            |             |
| Gary Tomlin           | Team blu (giorno ?)   | -            |             |
| Kellie Cresswell      | Team blu (giorno ?)   | -            |             |
| Stien Smart           | Team blu (giorno ?)   | -            |             |

La stagione 2 dopo i voti decisi dal pubblico, si aggiudica la vittoria Terry Miller.

### 3ª stagione
La 3ª stagione viene presentata verso la metà del 2006 e rimane solo Jean-Christophe Novelli come chef, ma l'ITV decide di fare una pausa nella produzione del programma.
Nel febbraio 2007 viene annunciato la produzione di una nuova stagione di Hell's Kitchen che inizia nel tardo 2007, e questa volta come chef al posto di Jean-Christophe c'e Marco Pierre White.
La nuova stagione inizia il 3 settembre 2007 e riprende il formato della 1ª stagione con celebrità come chef.
Le celebrità che hanno preso parte sono:
| Celebrità      | Team originale           | Secondo team              | Eliminato/a                   |                     |
| -------------- | ------------------------ | ------------------------- | ----------------------------- | ------------------- |
| Barry McGuigan | Team blu (giorno 1-14)   | Team rosso (giorno 14-16) | Team blu (giorno 16-finale)   | Vincitore           |
| Adele Silva    | Team rosso (giorno 1-14) | Team blu (giorno 14-16)   | Team rosso (giorno 16-finale) | Secondo posto       |
| Brian Dowling  | Team blu (giorno 1-8)    | Team rosso (giorno 8-15)  | -                             | Eliminata giorno 15 |
| Paul Young     | Team blu (giorno 1-14)   | Team rosso (giorno 14-15) | -                             | Eliminato giorno 15 |
| Anneka Rice    | Team rosso (giorno 1-8)  | Team blu (giorno 8-13)    | Team rosso (giorno 13)        | Eliminata giorno 13 |
| Abigail Clancy | Team rosso (giorno 1-12) | -                         | -                             | Eliminato giorno 12 |
| Jim Davidson   | Team blu (giorno 1-8)    | Team rosso (giorno 8-10)  | -                             | Eliminato giorno 10 |
| Kelly LeBrock  | Team rosso (giorno 1-8)  | Team blu (giorno 8-9)     | -                             | Eliminata giorno 9  |
| Rosie Boycott  | Team rosso (giorno 1-6)  | -                         | -                             | Eliminata giorno 6  |
| Lee Ryan       | Team blu (giorno 1-3)    | -                         | -                             | Licenziato giorno 3 |

La serie si è conclusa il 17 settembre 2007, con Barry McGuigan incoronato vincitore.

### 4ª stagione
La 4ª stagione è iniziata il 13 aprile 2009 e come Head Chef torna Marco Pierre White. Come presentatrice al posto di Angus Deayton subentra Claudia Winkleman, anche in questa ultima stagione partecipano delle celebrità e sono:
| Celebrità          | Eliminato/a          |
| ------------------ | -------------------- |
| Linda Evans        | Vincitrice           |
| Adrian Edmondson   | Secondo Posto        |
| Danielle Lineker   | Eliminata giorno 13  |
| Niomi McLean-Daley | Eliminata giorno 12  |
| Anthea Turner      | Licenziata giorno 11 |
| Bruce Grobbelaar   | Ritirato giorno 10   |
| Grant Bovey        | Licenziato giorno 9  |
| Jody Latham        | Licenziato giorno 7  |

La 4ª e ultima stagione viene vinta da Linda Evans.